# Piecza zastępcza
Piecza zastępcza – piecza sprawowana nad dzieckiem w przypadku niemożności zapewnienia mu opieki i wychowania przez rodziców.

## Opis
Pojęcie pieczy zastępczej związane jest z działaniami na rzecz wspierania rodziny przeżywającej trudności w wypełnianiu funkcji opiekuńczo-wychowawczych. Wspieranie rodziny przeżywającej trudności w wypełnianiu funkcji opiekuńczo-wychowawczych to zespół planowych działań mających na celu przywrócenie rodzinie zdolności do wypełniania tych funkcji, a system pieczy zastępczej to zespół osób, instytucji i działań mających na celu zapewnienie czasowej opieki i wychowania dzieciom w przypadkach niemożności sprawowania opieki i wychowania przez rodziców. Jednostkami organizacyjnymi wspierania rodziny i systemu pieczy zastępczej są jednostki organizacyjne jednostek samorządu terytorialnego wykonujące zadania w zakresie wspierania rodziny i systemu pieczy zastępczej, placówki wsparcia dziennego, organizatorzy rodzinnej pieczy zastępczej, placówki opiekuńczo-wychowawcze, regionalne placówki opiekuńczo-terapeutyczne, interwencyjne ośrodki preadopcyjne, ośrodki adopcyjne oraz podmioty, którym zlecono realizację zadań z zakresu wspierania rodziny i systemu pieczy zastępczej.
Kwestie prawne związane ze wspieraniem rodziny i systemem pieczy zastępczej reguluje ustawa z dnia 9 czerwca 2011 r. o wspieraniu rodziny i systemie pieczy zastępczej. Ustawa ta określa m.in. zasady i formy sprawowania pieczy zastępczej, zasady jej finansowania. Ustawę znowelizowano kilkukrotnie. Ostatnia zmiana weszła w życie we wrześniu 2014 roku.
Celem pieczy zastępczej jest zaspokojenie potrzeb emocjonalnych dziecka, ze szczególnym uwzględnieniem potrzeb bytowych, zdrowotnych, edukacyjnych i kulturalno-rekreacyjnych, zapewnienie dziecku przygotowania do godnego, samodzielnego i odpowiedzialnego życia, pokonywania trudności życiowych zgodnie z zasadami etyki, nawiązywania i podtrzymywania bliskich, osobistych i społecznie akceptowanych kontaktów z rodziną i rówieśnikami. Piecza zastępcza ma przede wszystkim zapewnić pracę z rodziną umożliwiającą powrót dziecka do rodziny lub gdy jest to niemożliwe – dążenie do przysposobienia dziecka, a w przypadku braku możliwości przysposobienia dziecka – opiekę i wychowanie w środowisku zastępczym.
Piecza zastępcza jest sprawowana w formie rodzinnej oraz w formie instytucjonalnej. Formy rodzinne pieczy zastępczej – rodzina zastępcza (spokrewniona, niezawodowa, zawodowa, w tym zawodowa pełniąca funkcję pogotowia rodzinnego i zawodowa specjalistyczna) oraz rodzinny dom dziecka.
Formy instytucjonalnej pieczy zastępczej – placówka opiekuńczo-wychowawcza, regionalna placówka opiekuńczo-terapeutyczna, interwencyjny ośrodek preadopcyjny.
Podstawą umieszczenia dziecka w pieczy zastępczej jest orzeczenie sądu, ale w przypadku pilnej konieczności, na wniosek lub za zgodą rodziców dziecka, możliwe jest umieszczenie dziecka w rodzinnej pieczy zastępczej, na podstawie umowy zawartej między rodziną zastępczą lub prowadzącym rodzinny dom dziecka a starostą właściwym ze względu na miejsce zamieszkania tej rodziny lub miejsce prowadzenia rodzinnego domu dziecka. O zawartej umowie starosta zawiadamia niezwłocznie sąd. Bywa też tak, że dziecko jest w pieczy zastępczej na własną prośbę, na wniosek rodzica lub osoby trzeciej, a także w razie bezpośredniego zagrożenia życia lub zdrowia dziecka w związku z przemocą w rodzinie po interwencji pracownika socjalnego.
Umieszczenie dziecka w pieczy zastępczej powinno nastąpić po wyczerpaniu wszystkich form pomocy rodzicom dziecka, chyba że dobro dziecka wymaga zapewnienia mu niezwłocznie pieczy zastępczej. Dziecko umieszcza się w pieczy zastępczej do czasu zaistnienia warunków umożliwiających jego powrót do rodziny albo umieszczenia go w rodzinie przysposabiającej.
Objęcie dziecka jedną z form pieczy zastępczej następuje na okres nie dłuższy niż do osiągnięcia pełnoletniości. Osoba, która ją osiągnęła w okresie pieczy zastępczej, może przebywać w dotychczasowej rodzinie zastępczej, rodzinnym domu dziecka albo placówce opiekuńczo-wychowawczej za zgodą, odpowiednio, rodziny zastępczej, prowadzącego rodzinny dom dziecka albo dyrektora placówki opiekuńczo-wychowawczej, nie dłużej jednak niż do ukończenia 25. roku życia, jeżeli się uczy.
Obowiązek pieczy zastępczej spoczywa na jednostkach samorządu terytorialnego. Pieczę zastępczą organizuje powiat.
Założeniem reformy systemu pieczy zastępczej jest podejmowanie działań na rzecz reintegracji rodziny, z której zabrano dziecko.
„Nowe podejście do opieki zastępczej nad dzieckiem zakłada prymat rodziny nad opieką zastępczą, prawo dziecko do wychowywanie się w rodzinie naturalnej i obowiązek udzielanie przez pomoc społeczną wsparcia dla rodziny w wypełnianiu zadań w stosunku do dziecka. Przyjmuje się zasadę tymczasowości opieki zastępczej, przy czym „tymczasowość” odnosi się do charakteru pobytu dziecka poza rodziną – do momentu powrotu do rodziny naturalnej. Chodzi tym samym o reintegrację dziecka za rodziną, o zapobieżenie jego częstemu przechodzeniu z jednej placówki do drugiej. (…) Jednym z bardzo ważnych szczegółowych rozwiązań jest wymóg współpracy realizatorów różnych form opieki zastępczej z rodziną biologiczną wychowanka”.
„(…) umieszczenie dziecka w rodzinnej lub instytucjonalnej formie pieczy zastępczej ma charakter – mniej lub bardziej – tymczasowy i powinno służyć powrotowi dziecka do jego rodziny. Piecza zastępcza staje się uzupełnieniem pieczy rodzicielskiej, a nie formą, która pieczę rodzicielską zastępuje z założenia na zawsze. To jest ważna konstatacja, zwłaszcza jeśli zważyć, że przez dziesięciolecia umieszczenie dziecka w rodzinie zastępczej lub w placówce opiekuńczo-wychowawczej nie wiązało się w Polsce z zakreślaniem czasowej perspektywy tego przedsięwzięcia ani z działaniami zmierzającymi do powrotu dziecka do rodziny. Dlatego typowe było długoletnie sprawowanie pieczy zastępczej, w czasie którego – mniej lub bardziej skutecznie – koncentrowano uwagę wyłącznie na edukacyjnych, wychowawczych i zdrowotnych problemach dziecka, z pominięciem oddziaływania względem jego rodziców (prowadzeniu z nimi pracy socjalnej nadaje się odpowiednią rangę dopiero od kilkunastu lat)”.